# Лауеїт
Лауеїт — мінерал, основний водний фосфат марганцю і тривалентного заліза шаруватої будови.

## Загальний опис
Хімічна формула:  Mn(Fe3+)2(OH)2[PO4]2 · 8 H2O.
Склад у % (з родовища Хагендорфа, ФРН): MnO — 11,06; Fe2O3 — 27,54; P2O5 — 26,47; H2O — 30,84.
Домішки: FeO (1,34); Al2O3 (1,76); CaO; MgO.
Сингонія триклінна. Вид пінакоїдальний.
Спайність ясна.
Густина 2,44-2,49.
Твердість 3,5.
Колір коричнево-медовий.
Знайдений у польовошпатовому пегматиті з родовища Хагендорфа. Рідкісний.
Мінерал названо за прізвищем німецького фізика М. Лауе, за пропозицією Г. Штрунца в 1954.